# Барон Вака
Барон Дівавесі Вака (англ. Baron Divavesi Waqa; нар. 31 грудня 1959) — політичний діяч держави Науру, президент Науру 11 червня 2013 — 28 серпня 2019 року.

## Життєпис
Народився 31 грудня 1959 року в Бое, Науру. В 2003 став депутатом парламенту Науру, був міністром освіти в 2004—2007 роках.
Після парламентських виборів 2013 був обраний у парламенті 11 червня 2013 року президентом Науру. Підтримує стосунки з Тайванем, 20 травня 2016 року був присутній на інавгурації нового президента Тайваню Цай Інвень. Був переобраний президентом Науру 13 липня 2016 року. Захоплення — створення музики (композитор).